# Elipsis (lingüística)
La elipsis en lingüística se refiere a ciertas construcciones sintácticas en las que no aparece alguna palabra que se refiera a una entidad lógica necesaria para el sentido de la frase. En gramática tradicional, se denomina como elipsis a la supresión u omisión intencional de un elemento del discurso que se sobreentiende o puede ser reconstruido gracias al contexto.Se dice a veces con cierta informalidad que «la elipsis consiste en suprimir algún elemento del discurso sin contradecir las reglas gramaticales». Son usadas normalmente para simplificar un texto o hacerlo más corto.                  
La elipsis puede ser de varias clases: nominal, verbal, preposición y oracional.

## Introducción
Es común que los hablantes eliminen vocablos o frases en su discurso, siempre que el receptor pueda inferir  aquellos elementos del contexto de la oración. Por ejemplo:
(1) Las cabras pastaban en el monte. Tenían hambre y sed. (las cabras)
(2) Lo bueno, si breve, dos veces bueno. (Gracián)
(3) Mi mamá baila salsa; mi padre, mambo. (mi padre baila...)
(4) José está en el mercado, y yo, en la casa.
En la segunda cláusula de (1), se ha "eliminado" (elidido) el sujeto. Es decir, de la interpretación lógica de la oración '[Las cabras] tenían hambre y sed', el elemento entre paréntesis que hace la función de sujeto no aparece en la segunda oración (1).
En la segunda cláusula de (2), se retiró el verbo ser, es decir, la frase sería "Lo bueno, si [es] breve, [es] dos veces bueno".
En la tercera cláusula de (3), se quitó el verbo bailar, haciendo uso de la coma elíptica.
La elipsis puede ser de varias clases: nominal, verbal, preposición y oracional. Es decir, en un texto se puede omitir un nombre, un verbo, una preposición o toda una oración.

## Análisis

### Análisis clásico
La elipsis es un fenómeno corriente que pertenece al dominio más vasto de lo implícito. Algunos la entienden como un mecanismo de la cohesión textual. Como se concluye en una investigación: 

Podemos señalar que el alto número de respuestas elípticas encontradas en nuestro análisis revela la presencia significativa de este recurso cohesivo en la interacción comunicativa.

Se relaciona indirectamente con la elipsis literaria o estilística, aunque ésta no está sujeta a las reglas gramaticales y puede incluso suprimir elementos necesarios para la correcta construcción del enunciado.

### Análisis generativista
El moderno análisis generativista de la sintaxis propone una serie de categorías "vacías" algunas de ellas relacionadas con la elipsis. Una categoría vacía es un elemento sintáctico "fonéticamente vacío" o mudo, pero que cuyo efecto sintáctico es identificable, por ejemplo porque prohíbe ciertos movimientos sintácticos, o es requerido por algún otro principio subsidiario. Este análisis revela que las reglas y generalizaciones sobre ciertas construcciones sintácticas son más simples si se postula que en ciertas posiciones estructurales hay, de hecho, elementos cuya realización fonética es muda. El análisis alternativo frecuentemente requiere reglas ad hoc y poco naturales, de alguna manera la navaja de Ockham sugiere que postular estas unidades hace más simple la descripción y por tanto son convenientes.

## Controversia histórica
Aunque el término elipsis ha sido usado desde antiguo, ha existido cierta polémica en la historia de la teoría gramatical sobre la conveniencia o no de incorporar la elipsis al estudio de la teoría gramatical. Aunque gramáticos de la Edad Moderna como Francisco Sánchez de las Brozas aceptaron la importancia de las construcciones elípticas que definió como:

La elipsis es la falta de una palabra o de varias en una construcción completa.
Minerva (1587)

otros autores rechazaron dicho enfoque. Para los autores que se centran primordialmente en el estudio de los enunciados, toda emisión es completa en sí misma y, por lo tanto, en su análisis se han de tener en cuenta únicamente las unidades que la componen, sin necesidad de reponer categorías que no tienen manifestación fonética. Esta postura contraria a la pertinencia de la elipsis como análisis gramatical correcto está representada por ejemplo por Karl Vossler:

Siempre que en la sintaxis se comprende como elipsis una construcción y en consecuencia se la "completa", lo que se hace es violentarla y deformarla en otra cosa distinta, en lugar de explicarla tal como es. Sería hora de que el concepto de elipsis desapareciera, al fin, de nuestras gramáticas.
Gesammelte Aufsätze zur Sprachphilosophie (1923:184)

Esta postura contraria a la elipsis la han mantenido tanto las corrientes radicalmente positivistas, que consideran que la única fuente de información en el análisis la han de aportar los sonidos de los que están compuestos los enunciados, como las que conciben el habla como un acto individual de creación que no debe ser manipulado por el lingüista.
Frente a esta actitud contraria a la elipsis, las teorías racionalistas, en su afán por obtener principios organizativos de índole general, se sirven de la elipsis como un mecanismo que permite regularizar los patrones sintácticos de la lengua. Según estos enfoques, sin el recurso a categorías vacías o elípticas, la tarea de obtener reglas generales se hace casi imposible.